# Grand-Axhe
Grand-Axhe is een klein dorp in de Belgische provincie Luik en een deelgemeente van de stad Borgworm. Het was een zelfstandige gemeente tot het bij de fusie van 1971 toegevoegd werd aan de gemeente Borgworm.
Grand-Axhe ligt op 4 kilometer ten zuidwesten van de stadskern van Borgworm aan de weg naar Hollogne-sur-Geer. De Jeker stroomt door de dorpskom. De Romeinse heerweg van Tongeren naar Bavay vormt de zuidgrens van de deelgemeente. Grand-Axhe ligt in Droog-Haspengouw en is een woondorp waarin de bewoning geconcentreerd is in de dorpskom. Door haar kleine oppervlakte is er in de deelgemeente weinig landbouw.

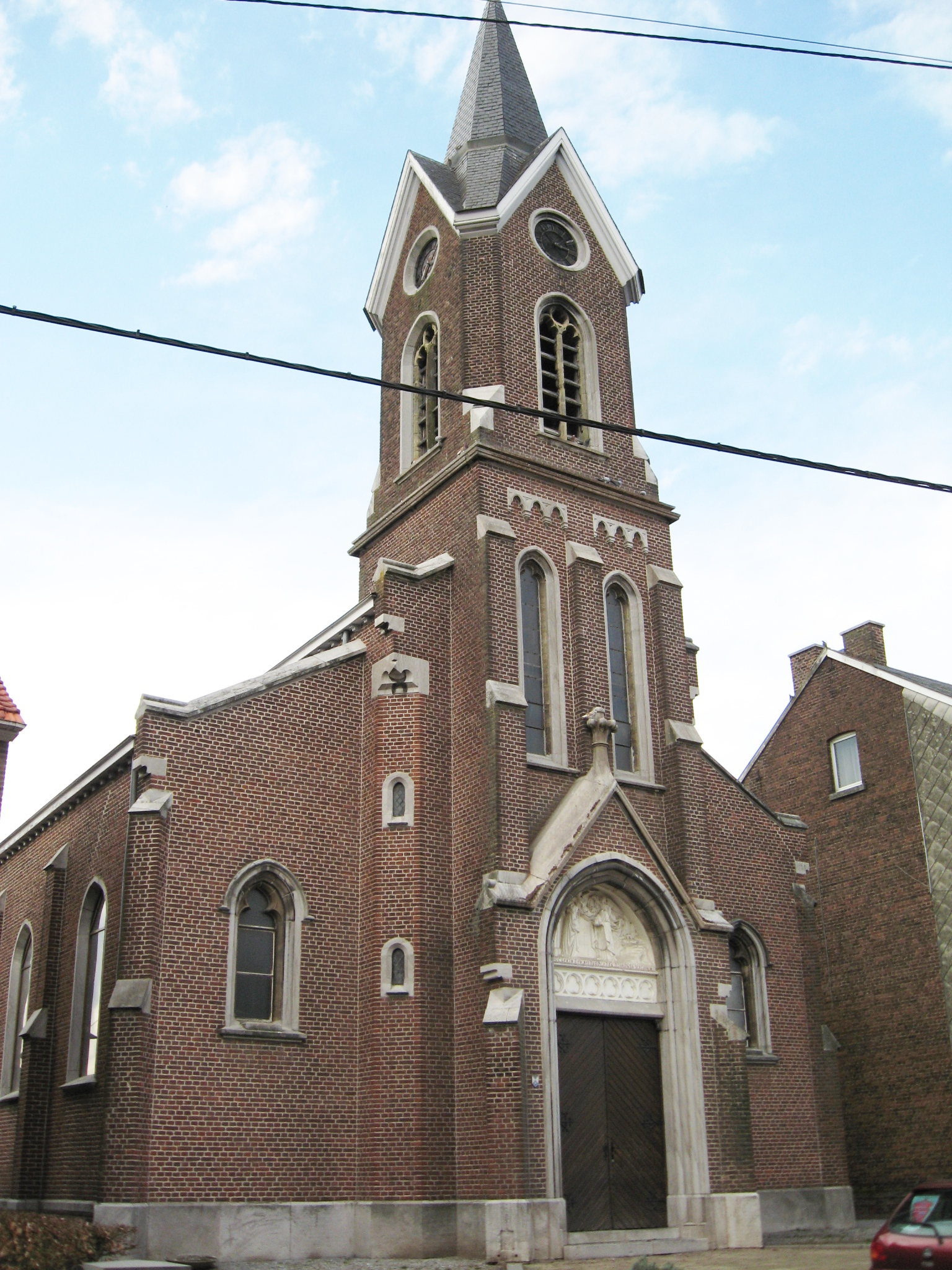
De Sint-Dionysiuskerk

## Geschiedenis
Er was reeds vroeg bewoning in Grand-Axhe. De parochie werd gesticht in de 8ste eeuw en de eerste kerk werd vermeld in een oorkonde van 801. De oorspronkelijke wijdingssteen werd in 1751 gevonden bij de afbraakwerken van de toenmalige kerk en ligt thans in het Musée d'Art Religieux et d'Art Mosan te Luik.
De naam van het dorp zelf werd in reeds 805 vermeld in een oorkonde toen het dorp Hasca super Jachara geschonken werd aan de Sint-Denijsabdij bij Parijs. De abdij hield het dorp in haar bezit tot in het midden van de 14de eeuw. Daarna was de heerlijkheid in het bezit van wereldlijke heren.

## Bezienswaardigheden
- De neogotische Sint-Dionysiuskerk (Église Saint-Denis) dateert van 1870-1872. Ook het meubilair en de glasramen zijn uit die periode en zijn eveneens neogotisch waardoor ze een geheel vormen met het gebouw. In 1987 werd dit opmerkelijk interieur samen met de glasramen beschermd als monument.
- Het Château Ledocte is een voormalige hoeve waar in de 19e eeuw een woonverblijf werd bijgebouwd in eclectische stijl.

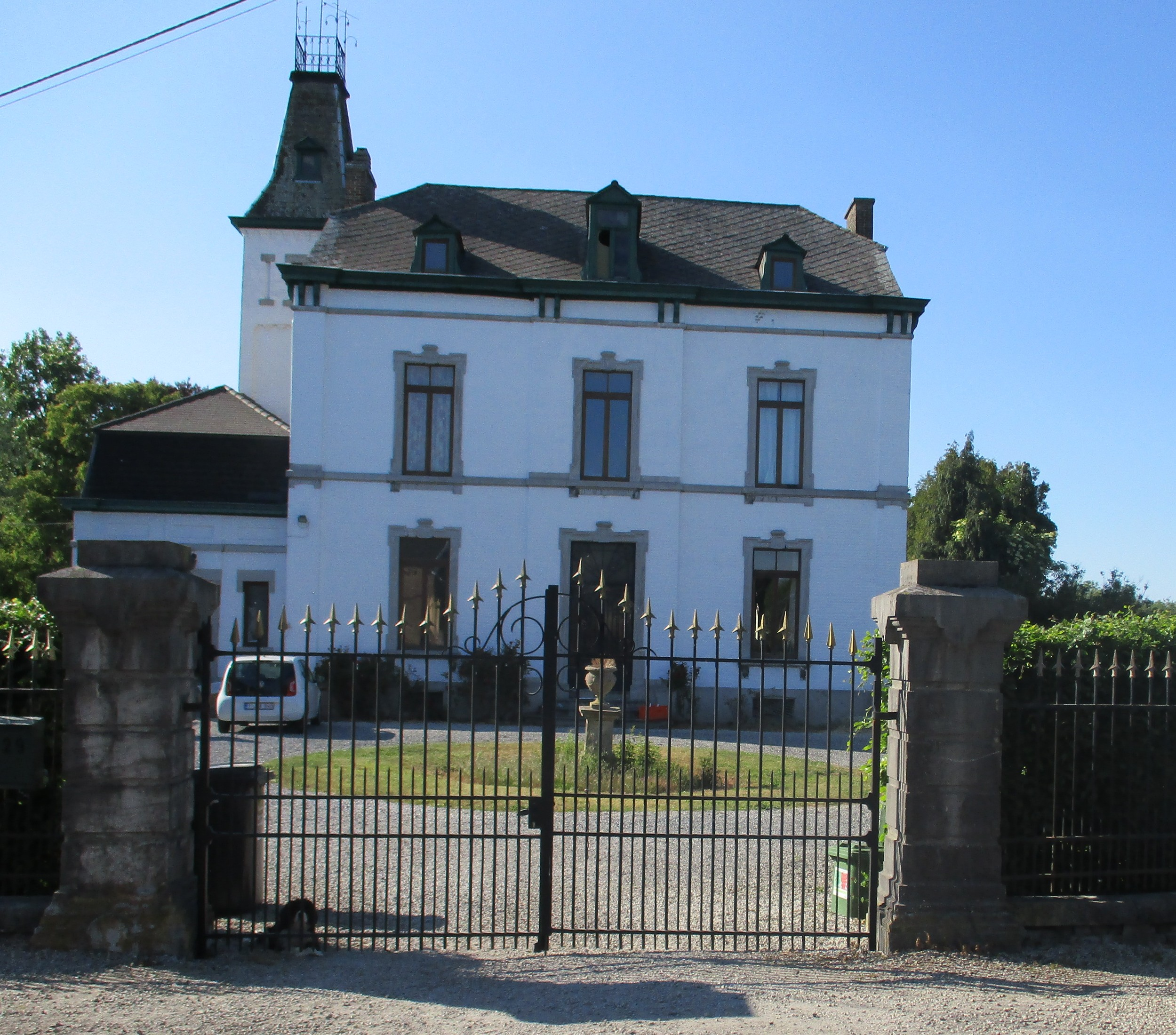
Château Ledocte

## Natuur en landschap
Grand-Axhe ligt aan de Jeker. De Site Naturel du Grand-Axhe is een natuurgebied langs deze rivier. De hoogte aan de kerk bedraagt 126 meter.

## Demografische ontwikkeling
- Bronnen:NIS, Opm:1831 tot en met 1961=volkstellingen

## Nabijgelegen kernen
Waremme, Berloz, Hollogne-sur-Geer, Celles
Deelgemeenten: Bettenhoven · Borgworm · Bleret · Bovenistier · Grand-Axhe · Lantremange · Liek

Overige kernen: Hartenge · Longchamps · Mouhin · Petit-Axhe

Belgische gemeenten · arrondissement Borgworm · provincie Luik · Wallonië